# Saint-Genest-de-Beauzon
Saint-Genest-de-Beauzon é uma comuna francesa na região administrativa de Auvérnia-Ródano-Alpes, no departamento de Ardèche. Estende-se por uma área de 5,31 km². Em 2010 a comuna tinha 333 habitantes (densidade: 62,7 hab./km²).